# Rekviem za sen
Requiem za sen (anglicky Requiem for a Dream) je román amerického spisovatele Huberta Selby, Jr. z roku 1978. Autor se proslavil především po vydání své úspěšné prvotiny Poslední odbočka na Brooklyn (v originále Last Exit to Brooklyn, 1964). Do češtiny byl román Rekviem za sen přeložen až v roce 2001 Ondřejem Formánkem.
Román popisuje příběhy čtyř lidí, jimž závislost v různých podobách znemožnila žít svůj sen o lepším životě a zanechala je v zoufalství.

## Děj
Děj se odehrává především v New Yorku. Jedna z hlavních postav, Harry Goldfarb, je závislá na heroinu. Stejně tak jeho přítelkyně Marion a jeho kamarád Tyrone C. Love. Harrymu a Tyronovi se v hlavě zrodí plán, jak vydělat spoustu peněz a díky tomu být za vodou. Rozhodnou se nakoupit kvalitní čistý heroin a ten pak prodávat.
Současně s jejich příběhy se odvíjí i příběh Harryho ovdovělé matky Sary Goldfarbové, která žije sama a její jedinou životní náplní je sledování televize. Sara sní o tom, že se jednou stane hvězdou televizních show. Jednoho dne jí zavolají z televizní společnosti a oznámí, že byla vybrána, aby účinkovala v soutěžní show. Sára začne být téměř posedlá vidinou svého účinkování v televizi. Aby si mohla vzít své červené šaty a vypadala v televizi co nejlépe, rozhodne se držet dietu. Klasická dieta je pro ni utrpením, proto navštíví doktora, který jí předepíše pilulky na hubnutí na bázi amfetaminu.
Harrymu a Tyronovi se díky prodeji drog brzy podaří vydělat větší částku peněz. S těmito penězi mají velké plány, chtějí cestovat, a Marion si také chce otevřít uměleckou kavárnu. I Sáře se daří hubnout pomocí pilulek, cítí se dobře a vůbec netuší, že se pomalu, ale jistě propadá do závislosti. Harry se rozhodne koupit za vydělané peníze novou televizi pro svoji matku. Hlavně proto, že starou televizi jí pokaždé ukradne a zaveze do zastavárny, kde za ni dostane peníze. Při společném setkání Harry vypráví o svém obchodním úspěchu (samozřejmě se nezmíní, s čím obchoduje) a o své dívce. Pak si ale najednou všimne, že s jeho matkou není něco v pořádku. Neustále totiž skřípe zuby. Zeptá se jí, ale Sára mu odpoví, že se cítí skvěle.
S přicházejícím podzimem se začíná vše poněkud hroutit. Tyrone se připlete do pouliční války gangů a je mu přisouzen podíl na vraždě. Všechny peníze, které přes léto vydělali, padnou na vyplacení kauce. Všichni tři jsou nyní bez peněz a také bez heroinu, protože sehnat nějaké drogy na ulicích je stále těžší. Především proto se Harry a Tyrone rozhodnou jet na Floridu a drogy získat tam. V této době Sára začíná kvůli práškům na hubnutí trpět silnými halucinacemi a poruchami vnímání. Pozvánka do televize stále nepřichází, a tak navštíví televizní studio sama. Pod vlivem léků a v hrozném stavu se objeví v televizním studiu, tam ji ale pokládají za blázna a proto je odvezena do psychiatrické léčebny.
Po cestě na Floridu se Harryho infekce na paži zhorší a bolest je tak silná, že musí do nemocnice. Doktor, který ho ošetřuje, okamžitě pozná, že se jedná o drogově závislého a zavolá policii. A tak se Harry i Tyrone dostávají do vězení. Ještě z vězení Harry zavolá Marion, ale předstírá, že se nic nestalo. Oba si slíbí, že se brzy setkají. Marion mezitím v New Yorku musí dostat dávku za každou cenu. V zoufalství zavolá na číslo, které jí předtím nechal Harry. Číslo patří pasákovi, který jí dá drogy výměnou za sex.
Sářina léčba nebyla úspěšná a je poslána na elektrošokovou terapii. Když ji po této proceduře navštíví staré přítelkyně, nemohou ji poznat. Harry ve vězení trpí strašnými bolestmi paže, nemůže ani pracovat a je převezen do nemocnice, kde mu ruku amputují. Tyrone se musí vypořádat s vězeňskou těžkou prací a silnými abstinenčními příznaky. V noci vzpomíná na své dětství a šťastné chvíle se svojí matkou.

## Filmová adaptace
Přestože román vyšel již v roce 1978, filmového zpracování se dočkal až v roce 2000. Americký snímek Requiem for a Dream (v češtině vyšel pod názvem Requiem za sen) režíroval Darren Aronofsky a na scénáři se podílel i autor knihy Hubert Selby, Jr, který si ve filmu dokonce zahrál. V hlavních rolích se představí Jared Leto, či Ellen Burstyn, která za svůj výkon v roli Sary Goldfarbové byla v roce 2001 nominována na Oscara za hlavní ženskou roli. Autorem soundtracku je Clint Mansell.